# Неожиданность (фильм)
«Неожиданность» (хинди अचानक, Achanak) — индийский триллер, снятый режиссёром Нарешем Мальхотрой и вышедший в прокат 12 июня 1998 года.

## Сюжет
Овдовевший богатый промышленник Яшпал Нанда живёт со своей дочерью Нишой, и двумя сыновьями Виджаем и Арджуном. Ниша выходит замуж за Нилеша, а Виджай женится на Мадху. Вскоре Арджун встречает Пуджу. Молодые люди влюбляются друг в друга.
Неожиданно Виджай и Ниша умирают. Пуджу обвиняют в убийстве и арестовывают. Арджун помогает ей сбежать из тюрьмы. Вскоре жестоко погибает отец Арджуна, а тот становится главным подозревамым и вынужден скрываться. Теперь влюбленные берут расследование в свои руки…

## Роли
- Говинда — Арджун Нанда
- Маниша Койрала — Пуджа
- Саид Джаффри — Яшпал Нанда
- Рахул Рой — Виджай Нанда
- Пинки Сингх — Ниша
- Далип Тахил — Нилеш
- Фарха Нааз — Мадху Нанда
- Джонни Левер — Джони/Мони/Тони Капур
- Пареш Равал — Сагар Шривастав
- Тинну Ананд — инспектор Пандей
- Шахрукх Кхан — играет самого себя
- Санджай Датт — играет самого себя

## Песни
| №  | Название                      | Исполнители                              | Длительность |
| -- | ----------------------------- | ---------------------------------------- | ------------ |
| 1. | «Dil Le Gaya Chor Pakdo»      | Абхиджит Бхаттачарья, Джонни Левер       |              |
| 2. | «Duniya Bhulake»              | Кумар Сану, Алка Ягник                   |              |
| 3. | «Ek Soni Kudi Dila De»        | Абхиджит Бхаттачарья, Алка Ягник         |              |
| 4. | «Jaane Jaana»                 | Абхиджит Бхаттачарья, Алка Ягник         |              |
| 5. | «Na Koi Awaaz De Humko»       | Алка Ягник, Харихаран                    |              |
| 6. | «Oonchi Oonchi Deewaron Mein» | Алка Ягник, Харихаран                    |              |
| 7. | «Yeh Dil Mera»                | Абхиджит Бхаттачарья, Кавита Кришнамурти |              |